# Sidney Cotton
Pour les articles homonymes, voir Cotton.
Ne doit pas être confondu avec Sydney Cotton.
Frederick Sidney Cotton (17 juin 1894 - 13 février 1969) est un inventeur, un aviateur et un photographe australien. Il fut le promoteur d’un des premiers procédés de photographie en couleurs et prit une part importante dans le développement de la reconnaissance photographique aérienne avant et durant la Seconde Guerre mondiale. Ami personnel de George Eastman, de Ian Fleming et de Winston Churchill, il fut aussi l'un des grands aventuriers du XXe siècle. Espion efficace et technicien averti, il fut finalement victime de son manque de respect pour l’autorité.

## Les années de jeunesse
Sidney Cotton est né le 17 juin 1894 dans un élevage de bétail de Goorganga, petite ville du Queensland. C'est le troisième fils d’Alfred et Annie Cotton. En 1900, sa famille déménage dans les environs de Brisbane puis, en 1904, les Cotton émigrent au Royaume-Uni. Le jeune Frederick montre très tôt une véritable passion pour la mécanique ainsi que pour l'aéronautique. Il est souvent surpris à quitter la maison pour se rendre à l'aérodrome de Brooklands, ce qui lui vaut de fréquentes punitions de la part de son père, qui se montre toutefois indulgent envers son fils, lorsque ce dernier construit un modèle réduit d'avion propulsé par un petit moteur à essence.
La famille Cotton regagne l’Australie en 1912 et Sydney travaille comme vacher en Nouvelle-Galles du Sud. Censé se former à la gestion, il construit de ses mains une petite automobile, parfaitement fonctionnelle.

## Créateur de la Sidcot
Dès l'annonce du naufrage du Lusitania, Sidney décide de se rendre au Royaume-Uni. En novembre 1915, il s’engage dans le Royal Naval Air Service et obtient son brevet de pilote de combat avec seulement 5 heures de vol solo. Après des vols de surveillance au-dessus de la Manche, il participa aux missions de bombardement de nuit sur le continent. Au cours de l’hiver 1916/1917, il découvre qu’une combinaison de mécanicien largement imprégnée de graisse se révèle plus imperméable à l’air que les combinaisons officielles, largement doublées de fourrure, destinées à protéger les aviateurs du froid en altitude. Avec l’aide de la firme Robinson & Cleaver Ltd, il conçoit donc une nouvelle combinaison de vol, plus légère et plus isolante, réalisée avec une toile extérieure épaisse et une doublure en mohair avec interposition d’un tissu enduit de caoutchouc. Couverte par le brevet 9686 du 10 décembre 1917, cette combinaison, dite « Sidcot » fut adoptée par le War Office et resta utilisée dans la RAF jusque dans les années 1950.

## Première démission
Esprit indépendant et inventif, Sidney Cotton, affecté au  No 8 Squadron, RNAS, et promu sous-lieutenant pilote en juin 1917, s'oppose fréquemment à sa hiérarchie. Il modifie en particulier un DH.4 en augmentant la capacité du réservoir d'eau afin de résoudre les problèmes de surchauffe de moteur que connaissait cet appareil lors de vols de longue durée. Quand l'état-major planifie une reconnaissance de longue portée à la recherche de Zeppelins Sidney se propose avec son appareil. Il lui est répondu qu'un autre pilote a été choisi. Une altercation s'ensuit : Sidney doit se ranger à la décision de l'état-major. Le pilote désigné effectue la mission avec un appareil standard et se pose en mer, victime de surchauffe du moteur. Le pilote est récupéré trois jours plus tard par un hydravion. Cotton, lassé par ces conflits perpétuels avec sa hiérarchie, démissionne en octobre 1917.

## Aviation et photographie
Toujours en octobre 1917, Sydney Cotton épouse Regmor Agnes Maclean, une actrice de 17 ans dont il eut un fils, part vivre en Tasmanie puis regagne le Royaume-Uni pour pouvoir piloter. En 1920, il échoue dans une tentative de raid Grande-Bretagne-Afrique du Sud et est victime d’un accident durant le Derby Aérien. Il passa ensuite trois années à Terre-Neuve, volant pour divers employeurs. Divorcé en 1925, il épouse l’année suivante Millicent Joan Henry (18 ans), il poursuit au Canada une vie aventureuse jusqu’à la veille de la Seconde Guerre mondiale, réalisant entre autres divers relevés aériens. Il participe à des opérations de recherches, comme celles effectuées pour tenter de retrouver l'Oiseau blanc de Charles Nungesser et François Coli. Les recherches officielles ayant été finalement abandonnées le 9 juin 1927, Sidney Cotton les poursuit avec son hydravion jusque fin juillet, sans résultat.
Il contribue au sauvetage réussi de la météorologue Augustine Courtauld au Groenland en mai 1931.
Entre 1926 et 1931, Sydney Cotton participe également à la mise au point du procédé de film couleur pour le cinéma imaginé dès 1908 par Louis Dufay et dont l’exploitation avait été achetée par la firme britannique Spicers.

## Espionnage  aérien
En 1938, Sydney Cotton est recruté par F. W. Winterbotham du MI6, afin de participer à une opération franco-britannique d’espionnage stratégique. Les dirigeants français et britanniques prenant conscience des menaces allemandes et italiennes sur la paix en Europe, souhaitaient réunir des informations sur les capacités industrielles et militaires de leurs adversaires potentiels. Il fut donc demandé à Cotton de réaliser une série de prises de vue aériennes. Deux Lockheed 12 sont achetés aux États-Unis, officiellement pour le compte de BOAC (G-AFKR, c/n 1267 et G-AFPF, c/n 1270). Dès leur arrivée en caisses à Southampton les deux appareils sont remontés, cédés à Aeronautical Research and Sales Corporation, entreprise qui vient de voir le jour à St James Square, au cœur de Londres et convoyés sur l’aérodrome de Heston (en) pour y subir de subtiles modifications chez Airwork (en) : une ouverture est aménagée dans le plancher pour permettre des prises de vue verticales ou légèrement obliques sur une bande de territoire de 16 km à une altitude de 6 100 m. Ces prises de vue devaient être réalisées soit en utilisant un appareil français soit trois appareils F-24 britanniques, avec une focale de 203 mm, modifiés pour accepter des films de 35 mm. La commande déclenchant les appareils, dissimulés au sol par des trappes coulissantes, est située sous le siège du pilote. Le premier appareil est convoyé en France le 15 mai 1939, ou il est immatriculé (F-ARQA) au nom de Roger Henrard, un pilote spécialiste de la photographie aérienne, suivi le 2 juin du second (F-ARPP). L’utilisation la plus spectaculaire du Model 12 fut le survol d’installations militaires italiennes et allemandes pour le compte des services de renseignement français et britannique par le pilote australien Sidney Cotton en 1939 et par Roger Henrard. L'un des trois appareils utilisés par Sidney Cotton pour ces missions réalisées en 1939 et 1940 (G-AFTL, c/n 1203) était toujours en état de vol aux États-Unis fin 2010.
Dès mai 1939, Sydney Cotton commence à sillonner le ciel européen depuis l’aérodrome de Toussus-le-Noble, usant de son statut de pilote privé fortuné et utilisant diverses couvertures (promotion de produits photographiques, archéologie aérienne, repérages de décors pour un réalisateur de cinéma). Il est souvent accompagné de Patricia Martin, sa secrétaire, qui prend également des photos avec un appareil manuel. Les premiers vols concernent la ville de Mannheim, le lac de Constance et la ligne Siegfried. Il faut modifier la circulation de l’air en cabine pour éviter la condensation sur les objectifs. Une série de vols est également réalisée au départ de Tunis pour observer les aérodromes italiens en Tripolitaine. Cotton réalisa le dernier vol pour les services de renseignement français le 21 août 1939.
Entre-temps, un troisième Electra Junior a été livré à Aeronautical Research and Sales Corporation. Acheté d’occasion aux États-Unis ce nouveau bimoteur (G-AFTL, c/n 1203) est l’objet de modifications plus importantes : deux réservoirs supplémentaires de 318 litres montés dans le fuselage portent son autonomie à  2 575 km, deux appareils photo Leica sont ajoutés dans les bords d’attaque des ailes et des vitres latérales panoramiques en Perspex sont installées au poste de pilotage pour  faciliter la prise de photos à l’aide d’appareils manuels. Ces modifications faisaient passer la masse au décollage à  5 125 kg, soit une surcharge de 950 kg, justifiant le refus de l’Air Registration Board de délivrer un certificat de navigabilité à l’appareil. C’est donc avec un certificat provisoire que Sydney Cotton décolle en juin de Grande-Bretagne pour un périple de onze jours qui le mène à Malte, en Somalie, au-dessus de l’Azerbaïdjan via l’Irak et en Sicile.
À son retour, fin juin 1939, les gros F-24 disparaissent du fuselage et Cotton, se faisant passer pour un homme d’affaires, accompagne les plénipotentiaires britanniques se rendant à Berlin pour négocier la paix, n’hésitant pas à s’écarter des plans de vol imposés par les autorités allemandes pour poursuivre sa mission photographique. Dans son autobiographie mise en pages par Ralph Barker l’année de sa mort, Aviator Extraordinary : The Sidney Cotton Story, Cotton raconte avoir proposé à Albert Kesselring de survoler les terrains de la Luftwaffe aux commandes de son bimoteur. Celui-ci aurait accepté, prenant les commandes de l’avion tandis que Cotton actionnait les appareils photos avec le bouton situé sous son siège. Il aurait également proposé à Hermann Göring de le conduire à Londres pour négocier une semaine avant le début de la guerre. Au retour de Berlin (Cotton a prétendu être le dernier à avoir décollé de Berlin avec un avion civil avant le déclenchement de la Seconde Guerre mondiale) il parvient à survoler Sylt et les îles de la Frise, prenant des clichés de la flotte allemande.

## La Seconde Guerre mondiale
La Royal Air Force, qui souhaite exploiter l’expérience de Cotton en matière de reconnaissance photographique, le nomme Squadron Leader le 22 septembre 1939, avec rang de Wing Commander. Elle lui demande d’organiser et de développer une unité de reconnaissance stratégique installée à l’aérodrome de Heston (en), la No 1 Photographic Development Unit. Celle-ci était alors équipée de Bristol Blenheim, que l’australien juge rapidement inadaptés et qu’il fait remplacer par des Supermarine Spitfire, plus rapides. Il les fait repeindre avec une couleur bleue très particulière et fait modifier les moteurs pour leur permettre de voler à des altitudes extrêmement élevées.
La No 1 PDU avait mauvaise réputation. Elle était surnommée Cotton’s Club ou Cotton’s Crooks en référence au peu de cas que faisait Sydney Cotton de la moindre réglementation quand elle était contraignante. Elle était remarquablement efficace et les renseignements qu'elle fournit furent pour beaucoup dans le succès des premiers bombardements britanniques contre l’Allemagne. Outre ces résultats directement mesurables, l’unité perfectionna les techniques de vol à très haute altitude ou développa la photographie stéréoscopique à grande vitesse. Cotton participe activement à ce travail de recherches mais aussi à l’amélioration des équipements de prise de vue et travaille sur la réalisation d’un avion spécialement conçu pour la reconnaissance. Transformée en No 1 Photographic Reconnaissance Unit (1 PRU) en 1940, cette unité fut finalement dissoute en octobre 1942, fractionnée en cinq escadrons.
Des changements qui se firent sans Sydney Cotton. Au moment où Paris allait être atteint par les troupes allemandes, il est chargé d’aller récupérer en France des agents britanniques convoyant des documents importants. Il accepte également d’évacuer Marcel Boussac, patron de la firme Christian Dior, contre une forte somme d’argent. Le Ministère de l’Air britannique ne pouvait laisser passer cette incartade. Suspendu, Cotton se voit alors interdire toute participation à une opération aérienne. Il est fait Officier de l'Ordre de l'Empire britannique pour « ses trésors d’imagination et son esprit inventif mis au service du développement de la photographie aérienne ». Pour la seconde fois, il démissionne.
En septembre 1940, il développe un projet de projecteur de recherche pour les chasseurs de nuit en collaboration avec un officier de la RAF, William Helmore (en). Les deux hommes déposent des brevets (GB574970 et GB575093) qui aboutissent à la conception du projecteur Turbinlite (en), produit par General Electric Company plc et installés sur les Douglas DB-7 modifiés en chasseurs de nuit.
Sydney Cotton termine la guerre comme consultant officieux de l’Amirauté britannique et divorce pour la seconde fois en 1944.

## Après-Seconde Guerre mondiale
En 1948, Sydney Cotton est au service d’Othman Ali Khân Bahadur, souverain de la principauté d'Hyderâbâd, en Inde. Utilisant des quadrimoteurs Avro Lancastrian, il achemine depuis le Pakistan des armes et du matériel alors que l’armée indienne marche sur la principauté, qui va être absorbée par l’Union Indienne. En 1951, il épouse Thelma ‘Bunty’ Brooke-Smith, qui devient sa troisième femme après avoir été sa secrétaire et avec qui il a un garçon et une fille. Il rachète également un Electra Junior (G-AGTL, c/n 1287, qui deviendra ensuite F-BJJY au sein de la compagnie Mercure puis F-AZLL, propriété du journaliste Bernard Chabbert) qu’il conserve une dizaine d’années pour effectuer quelques missions discrètes sous couvert de mettre au point des équipements de radionavigation.
Piètre homme d’affaires, parfois trompé par ses associés, Cotton va mal supporter l’après-guerre. Après avoir tenté sa chance dans l’exploitation pétrolière ou dans le génie civil, il meurt sans fortune à Londres le 13 février 1969, peu après avoir raconté sa vie d’aventures à Ralph Baker, qui lui a consacré un livre : Aviator extraordinary: the Sidney Cotton story. Il est enterré au cimetière de Tallegalla, près de Brisbane.